# SN 1998au
SN 1998au – supernowa odkryta 22 marca 1998 roku w galaktyce A105546-0419. W momencie odkrycia miała maksymalną jasność 23,50m.